# العمامة (جبل)
جبل العمامة هو جبل مرتفع في تهامة في ديار قبيلة بلقرن غربي وادي قنونا وجنوبي جبل روحان في محافظة العرضيات في منطقة مكة المكرمة في المملكة العربية السعودية.